# The Northern Trust
The Northern Trust, anciennement The Barclays, est un tournoi de golf du circuit PGA Tour, situé dans le New Jersey. Créé en 1967, il est la création de la FedEx Cup en 2007, le premier des quatre tournois de celle-ci. Seuls les 125 meilleurs joueurs au classement de la FedEx Cup peuvent prendre le départ du tournoi.

## Palmarès
| Année                                     | Vainqueur                 | Nationalité    | Score     | Écart    |
| ----------------------------------------- | ------------------------- | -------------- | --------- | -------- |
| Westchester Classic                       |                           |                |           |          |
| 1967                                      | Jack Nicklaus             | États-Unis     | 272 (−16) | 1 coup   |
| 1968                                      | Julius Boros              | États-Unis     | 272 (−16) | 1 coup   |
| 1969                                      | Frank Beard               | États-Unis     | 275 (−13) | 1 coup   |
| 1970                                      | Bruce Crampton            | Australie      | 273 (−15) | 1 coup   |
| 1971                                      | Arnold Palmer             | États-Unis     | 270 (−18) | 5 coups  |
| 1972                                      | Jack Nicklaus (2)         | États-Unis     | 270 (−18) | 3 coups  |
| 1973                                      | Bobby Nichols             | États-Unis     | 272 (−16) | Playoffs |
| 1974                                      | Johnny Miller             | États-Unis     | 269 (−19) | 2 coups  |
| 1975                                      | Gene Littler              | États-Unis     | 271 (−17) | Playoffs |
| American Express Westchester Classic      |                           |                |           |          |
| 1976                                      | David Graham              | Australie      | 272 (−12) | 3 coups  |
| 1977                                      | Andy North                | États-Unis     | 272 (−12) | 2 coups  |
| 1978                                      | Lee Elder                 | États-Unis     | 274 (−10) | 1 coup   |
| Manufacturers Hanover Westchester Classic |                           |                |           |          |
| 1979                                      | Jack Renner               | États-Unis     | 277 (−7)  | 1 coup   |
| 1980                                      | Curtis Strange            | États-Unis     | 273 (−11) | 2 coups  |
| 1981                                      | Raymond Floyd             | États-Unis     | 275 (−9)  | 1 coup   |
| 1982                                      | Bob Gilder                | États-Unis     | 261 (−19) | 5 coups  |
| 1983                                      | Severiano Ballesteros     | Espagne        | 276 (−8)  | 2 coups  |
| 1984                                      | Scott Simpson             | États-Unis     | 269 (−15) | 5 coups  |
| 1985                                      | Roger Maltbie             | États-Unis     | 275 (−9)  | Playoffs |
| 1986                                      | Bob Tway                  | États-Unis     | 272 (−12) | 1 coup   |
| 1987                                      | J. C. Snead               | États-Unis     | 276 (−8)  | Playoffs |
| 1988                                      | Severiano Ballesteros (2) | Espagne        | 276 (−8)  | Playoffs |
| 1989                                      | Wayne Grady               | Australie      | 277 (−7)  | Playoffs |
| Buick Classic                             |                           |                |           |          |
| 1990                                      | Hale Irwin                | États-Unis     | 269 (−15) | 2 coups  |
| 1991                                      | Billy Andrade             | États-Unis     | 273 (−11) | 2 coups  |
| 1992                                      | David Frost               | Afrique du Sud | 268 (−16) | 8 coups  |
| 1993                                      | Vijay Singh               | Fidji          | 280 (−4)  | Playoffs |
| 1994                                      | Lee Janzen                | États-Unis     | 268 (−16) | 3 coups  |
| 1995                                      | Vijay Singh (2)           | Fidji          | 278 (−6)  | Playoffs |
| 1996                                      | Ernie Els                 | Afrique du Sud | 271 (−13) | 8 coups  |
| 1997                                      | Ernie Els (2)             | Afrique du Sud | 268 (−16) | 2 coups  |
| 1998                                      | J. P. Hayes               | États-Unis     | 201 (−12) | Playoffs |
| 1999                                      | Duffy Waldorf             | États-Unis     | 276 (−8)  | Playoffs |
| 2000                                      | Dennis Paulson            | États-Unis     | 276 (−8)  | Playoffs |
| 2001                                      | Sergio García             | Espagne        | 268 (−16) | 3 coups  |
| 2002                                      | Chris Smith               | États-Unis     | 272 (−12) | 2 coups  |
| 2003                                      | Jonathan Kaye             | États-Unis     | 271 (−13) | Playoffs |
| 2004                                      | Sergio García (2)         | Espagne        | 272 (−12) | Playoffs |
| Barclays Classic                          |                           |                |           |          |
| 2005                                      | Pádraig Harrington        | Irlande        | 274 (−10) | 1 coup   |
| 2006                                      | Vijay Singh (3)           | Fidji          | 274 (−10) | 2 coups  |
| The Barclays                              |                           |                |           |          |
| 2007                                      | Steve Stricker            | États-Unis     | 268 (−16) | 2 coups  |
| 2008                                      | Vijay Singh (4)           | Fidji          | 276 (−8)  | Playoffs |
| 2009                                      | Heath Slocum              | États-Unis     | 275 (−9)  | 1 coup   |
| 2010                                      | Matt Kuchar               | États-Unis     | 272 (−12) | Playoffs |
| 2011                                      | Dustin Johnson            | États-Unis     | 194 (−19) | 2 coups  |
| 2012                                      | Nick Watney               | États-Unis     | 274 (−10) | 3 coups  |
| 2013                                      | Adam Scott                | Australie      | 273 (−11) | 1 coup   |
| 2014                                      | Hunter Mahan              | États-Unis     | 270 (−14) | 2 coups  |
| 2015                                      | Jason Day                 | Australie      | 261 (−19) | 6 coups  |
| 2016                                      | Patrick Reed              | États-Unis     | 275 (−9)  | 1 coup   |
| The Northern Trust                        |                           |                |           |          |
| 2017                                      | Dustin Johnson (2)        | États-Unis     | 267 (−13) | Playoffs |
| 2018                                      | Bryson DeChambeau         | États-Unis     | 266 (−18) | 4 coups  |
| 2019                                      | Patrick Reed (2)          | États-Unis     | 268 (−16) | 1 coup   |
| 2020                                      | Dustin Johnson (3)        | États-Unis     | 254 (−30) | 11 coups |
| 2021                                      | Tony Finau                | États-Unis     | 264 (−20) | Playoffs |
| FedEx St. Jude Championship               |                           |                |           |          |
| 2022                                      | Will Zalatoris            | États-Unis     | 265 (−15) | Playoffs |
| 2023                                      | Lucas Glover              | États-Unis     | 265 (−15) | Playoffs |

## Vainqueurs multiples
| Titres | Golfeur               | Nationalité    | Années                 |
| ------ | --------------------- | -------------- | ---------------------- |
| 4      | Vijay Singh           | Fidji          | 1993, 1995, 2006, 2008 |
| 3      | Dustin Johnson        | États-Unis     | 2011, 2017, 2020       |
| 2      | Jack Nicklaus         | États-Unis     | 1967, 1972             |
| 2      | Severiano Ballesteros | Espagne        | 1983, 1988             |
| 2      | Ernie Els             | Afrique du Sud | 1996, 1997             |
| 2      | Sergio García         | Espagne        | 2001, 2004             |
| 2      | Patrick Reed          | États-Unis     | 2016, 2019             |